# 沖縄怪談逆吊り幽霊 支那怪談死棺破り
『沖縄怪談逆吊り幽霊 支那怪談死棺破り』（おきなわかいだんさかさづりゆうれい しなかいだんしかんやぶり）は、1962年6月13日に公開された、日本と台湾の合作による怪談映画。大蔵映画製作・配給。カラー、88分、シネマスコープ。

## 概要
1960年に新東宝の社長を解任された大蔵貢が設立した大蔵映画に、台湾の映画プロデューサーより合作の打診があったのがきっかけである。当時の台湾は日本映画を輸入する場合多額の関税がかかったため、台湾側が51%を出資し台湾映画として製作し、大蔵映画が日本国内の配給権を得るという形式にした。実質的な製作は、全て日本国内で行われ、台湾よりは『支那怪談』の主演である白蓉と梅芳王の二名のみが来日し台湾側のスタッフは名義貸しにすぎず、小林悟が一人で撮り切った。音楽は歌手としても有名な近江俊郎が、大蔵社長の縁故（実弟）により担当しているが、小林監督によると、録音は大蔵の経営するキャバレーの生バンド（ビッグバンド）が演奏したという。
沖縄怪談は、真嘉比の逆立ち幽霊からの拝借と思われるが、ストーリーの骨子は四谷怪談に近い。タイトルでは、2本の映画のオムニバスのように見えるが、実際には、沖縄怪談の劇中劇として支那怪談が語られる形式であり、純然たる1本の映画である。しかし、公開時のポスターで、『支那怪談』と『沖縄怪談』を敢えて2行に分けることで、同時上映の『米国（アメリカ）怪談太陽の怪物』Hideous Sun Demonとの三本立てのようにミスリードさせるというプロモーションを行った。
同作のフィルムは長らく行方不明であったが、1996年に大蔵映画大阪支社の倉庫より、他の怪談映画のフィルムと共に発見された。

## ストーリー
突如原因不明の病気で入院した健生は、美貌の妻玲子がこの隙に浮気をするのではないかと疑い詰め寄る。健生は玲子に、中国に古くから伝わる怪談を聴かせる。それは、自分の妻を疑った夫が仙術の力を借りて自分の死を装ったところ、妻は葬儀の当日に他の男に走ったため夫に殺される、という話であった。玲子は、夫に貞操を誓うため自ら顔に傷を付ける。快復した健生はしかし、醜くなった玲子を次第に遠ざけ始め、バーの女と不倫関係となり、遂には玲子を殺害する。しかし玲子は逆吊り幽霊となって蘇り、健生を呪い殺すのだった。

## キャスト

### 沖縄怪談逆吊り幽霊
- 玲子：香取環
- 朱美：扇町京子
- 比嘉健生：大原譲二
- 大場：御木本伸介
- 玄海和尚：九重京司
- 井波：若宮隆二
- 医者：菊地双四郎
- 看護婦：大原栄子
- 営業部長：原聖二
- 警察官：河野信三、三浦敏夫
- バーテン：石井康雄
- 敏子：松本洋子

### 支那怪談死棺破り
- 田花夫人：白蓉
- 未亡人：一条美矢子
- 荘周：梅芳王
- 王子：山本浩
- 秋蘭：小野彰子
- 花畠の美女：立見秀子
- 女中：鈴木洋子
- 若い男：江波志郎
- 従者：白川昌雄
- 下僕：酒匂真直、小坂光広
- 侍女：佐々木迪子、白石冬美

## 映像商品
- 2003年にハピネットピクチャーズよりDVDソフト化。同時に『怪談バラバラ幽霊』『生首情痴事件』の3本をセットとした『大蔵怪談傑作選 THE SPECIAL COLLECTOR’S BOX』も発売された。